# Окупация 1968
„Окупация 1968“ (на английски: Occupation 1968) е документален филм от 2018 г., копродукция между България, Германия, Унгария, Полша и Русия на режисьорите Стефан Командарев, Мари Елиза Шайд, Линда Домбровжки, Магдалена Шимков и Евдокия Москвина.
За да се достигнат максимално разнообразни гледни точки върху темата, са избрани петима режисьори от пет държави от Варшавския договор, участвали в окупацията на Чехословакия – Русия, Полша, Германия, Унгария и България. Филмът е изграден от петте документални филма:
- „Ненужен герой“ (България);
- „Гласове в гората“ (Германия);
- „Червена роза“ (Приятелство и любов по време на окупация) (Унгария);
- „Войнишки жени и шпиони“ (Полша);
- „Последната мисия на генерал Ермаков“ (Русия).[1]

Филмът разказва за събитията от август 1968 г. в Чехословакия като субективен поглед към войниците от „братските“ армии и техните мисли и чувства за Чехословашката окупация и функциите им в нея. Представени са войници от различни националности, които са изпълнявали каквото им е казано, както и най-висшестоящите офицери, които са планирали стратегията.